# Jahntinden
Jahntinden är en bergstopp i Antarktis. Den ligger i Östantarktis. Norge gör anspråk på området. Toppen på Jahntinden är 2 074 meter över havet.
Terrängen runt Jahntinden är kuperad västerut, men österut är den bergig. Trakten är obefolkad. Det finns inga samhällen i närheten. 